# Biserica de lemn din Rus

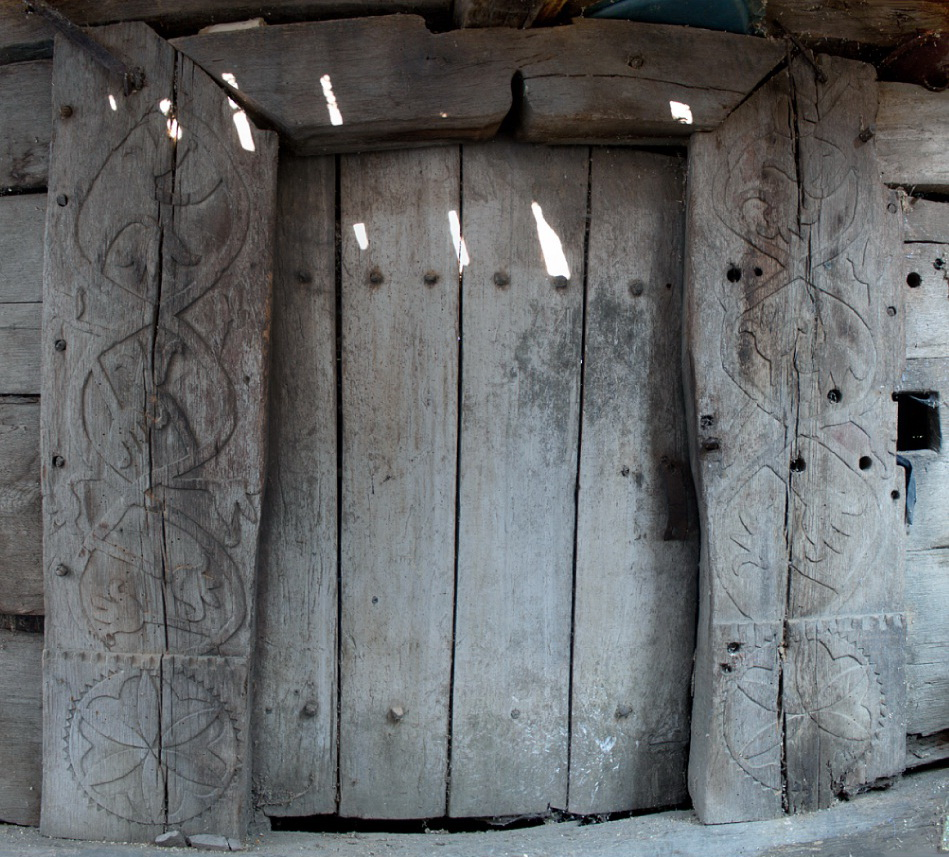
Portalul vechii biserici de lemn din Rus. Foto: sept. 2011

Harta localităţii Rus. Amplasarea bisericii în cadrul satului la sfârșitul sec. al XVIII-lea

Harta localităţii Rus. Amplasarea bisericii în cadrul satului la sfârșitul sec. al XIX-lea

Biserica de lemn din Rus a fost biserica parohială a credincioșilor din localitatea Rus, județul Sălaj până când a fost înlocuită la sfârșitul sec. al XIX-lea cu o biserică nouă, de zid. Vechea biserică de lemn a fost ulterior demolată iar materialul lemnos astfel rezultat a fost împărțit între câțiva săteni care au cărat materialele de construcție pentru noua biserică. Transformată în anexă gospodărească, s-a păstrat pentru mai bine de un veac, partea din față a vechii biserici în gospodăria lui Todor Pintea din Rus.

## Istoric
Despre vechea biserică de lemn a satului Rus nu ne-au fost păstrate prea multe informații. În legătură cu această biserică, József Kádár, în lucrarea sa - Monografia comitatului Solnoc-Dăbâca, scrisă la primii ani ai secolului XX, spunea că a fost construită la anul 1709. Dacă este așa sau nu, în lipsa unor alte documente care să întărească cele menționate, este greu de spus cert este că viața spirituală manifestată sub forma unor ceremonii religioase exista în Rus înaintea edificării acestei biserici de lemn înlocuită ulterior de actuala biserică de zid a satului. Drept dovadă  în acest sens este precizarea făcută în aceeași sursă menționată anterior, care amintește faptul că la 1658, în Rus rezida un preot român. De altfel, cu ocazia demolării bisericii de lemn, în anul 1897, a fost găsit un potir din cositor ce avea înscrisă, cu caractere chirilice, următoarea inscripție: "dat de Pavel Oprea 1519".
Conscripțiile întocmite în sec. al XVIII-lea confirmă existența bisericii, la 1733 în conscripția întocmită de către episcopul Ioan Inocențiu Micu-Klein satul având biserică și doi preoți uniți: Iuon și Iuon junior, apoi la 1750 în conscripția vicarului episcopesc Petru Pavel Aron satul este menționat cu o biserică deservită de un preot unit. În statistica românilor ardeleni întocmită de către generalul Buccow între anii 1760-1762, localitatea Rus este înregistrată ca având o biserică ortodoxă și doi preoți neuniți.
Harta localității Rus, întocmită în intervalul 1769-1773 cu ocazia primei ridicări topografice militare a Imperiului Habsburgic redă poziționarea bisericii în cadrul satului, aceasta fiind amplasată foarte aproape de limita estică a localității. Monografia lui Kádár mai spune că în anul 1777 o parte a comunității acceptă uniația, restul rămânând ortodocși. Apar astfel dispute, rivalitatea dintre cele două confesiuni având ca subiect tocmai biserica satului. Ulterior, biserica este cedată greco-catolicilor, în urma intervenției guvernanților. În prima parte a secolului al XIX-lea, biserica este menționată în șematismele bisericii greco-catolice, fiind închinată Sfinților Arhangheli. Într-un inventar al parohiei greco-catolice din Rus, din 9 Iunie 1940, printre alte bunuri este menționată și o icoană datată în 1783, a cărei valoare de inventar era 2000 lei. La aceeași dată, în biserica parohială se aflau un număr de 47 icoane mari și mici, parte din ele provenind, probabil de la vechea biserică de lemn.
Creșterea populației a determinat spre sfârșitul secolului al XIX-lea începerea demersurilor necesare pentru edificarea unei noi biserici. Astfel, în timpul păstoririi preotului Aurel Bilțiu, adunarea bisericească a hotărât în data de 13 februarie 1891 începerea lucrărilor la noua biserică a satului. Anul 1897 aduce demolarea vechii biserici de lemn, ocazie cu care, materialul rezultat este împărțit între cei care au cărat materialele de construcție pentru biserica de zid, nou construită. Asfel ajunge în posesia lui Iosip Pintea o parte din vechea biserică, care este folosită pentru a ridica o anexă gospodărească, un "grăjdoi" care a rezistat mai bine de un secol în curtea urmașului lui Iosip Pintea, anume Todor Pintea, până spre sfârșitul anului 2011. Intenția de a păstra lemnele vechii biserici sau măcar a celor mai reprezentative elemente ale acesteia în cadrul Mănăstirii cu hramul Adormirii Maicii Domnului ridicate în anul 1997 în imediata apropiere a satului este cu atât mai meritorie cu cât acestea constituie importante elemente de identitate locală și de ce nu, un suport temeinic pentru studiile viitoare cu privire la bisericile de lemn din zonă.

### Cărți bisericești
Printre obiectele de cult folosite în această biserică au fost și următoarele cărți bisericești:
1. Evanghelie, tipărită în anul 1723 la București. Această lucrare, la momentul predării către centrul eparhial din Zalău se prezenta în stare bună de conservare, completă, în legătură de piele cu scoarțe de lemn, ornamentată, cu urme de aurire. Era scrisă cu caractere chirilice.
2. Apostol, tipărit în anul 1747 la Râmnic. Starea de conservare a acestei cărți era bună, exemplarul păstrat fiind complet. Era legat în piele, cu coperți din carton, ornamentată, scrisă cu caractere chirilice. Pe fila 1 a acestei cărți se afla următoarea însemnare, scrisă cu caractere latine: "la anulu 1918 au fostu foamete mare că au fostu vaca cu 3.000 de zloți și o mierță de mălaiu cu 120 florini".
3. Strașnic, tipărit în anul 1773 la Blaj. Exemplarul era complet, dar aflat într-o stare slabă de conservare. Legătura cărții era din piele, pe scoarță de lemn, ornamentată. Era, de asemenea, scrisă cu caractere chirilice.
4. Ceaslov, tipărit în anul 1777 la București. Exemplarul, la momentul predării, era incomplet, într-o stare de conservare proastă. Legătura cărții era din piele cu scoarțe din lemn. Scrisă cu caractere chirilice.
5. Mineu, exemplar tipărit la Blaj în anul 1781. Starea cărții era slabă, era incompletă iar legătura din piele a cărții uzată. Scrisă cu caractere chirilice.
6. Pentecostar, tipărit în anul 1783 la București. Exemplarul, aflat într-o stare mediocră de conservare la data predării lui,  avea o legătură din piele cu coperți din scoarță de lemn. Este scrisă cu caractere chirilice.
Din patrimoniul acestei biserici au mai făcut parte și o cazanie, din anul 1768 tipărită la București, un triod, un molitfelnic și un octoih mare, toate din secolul al XIX-lea.

## Trăsături

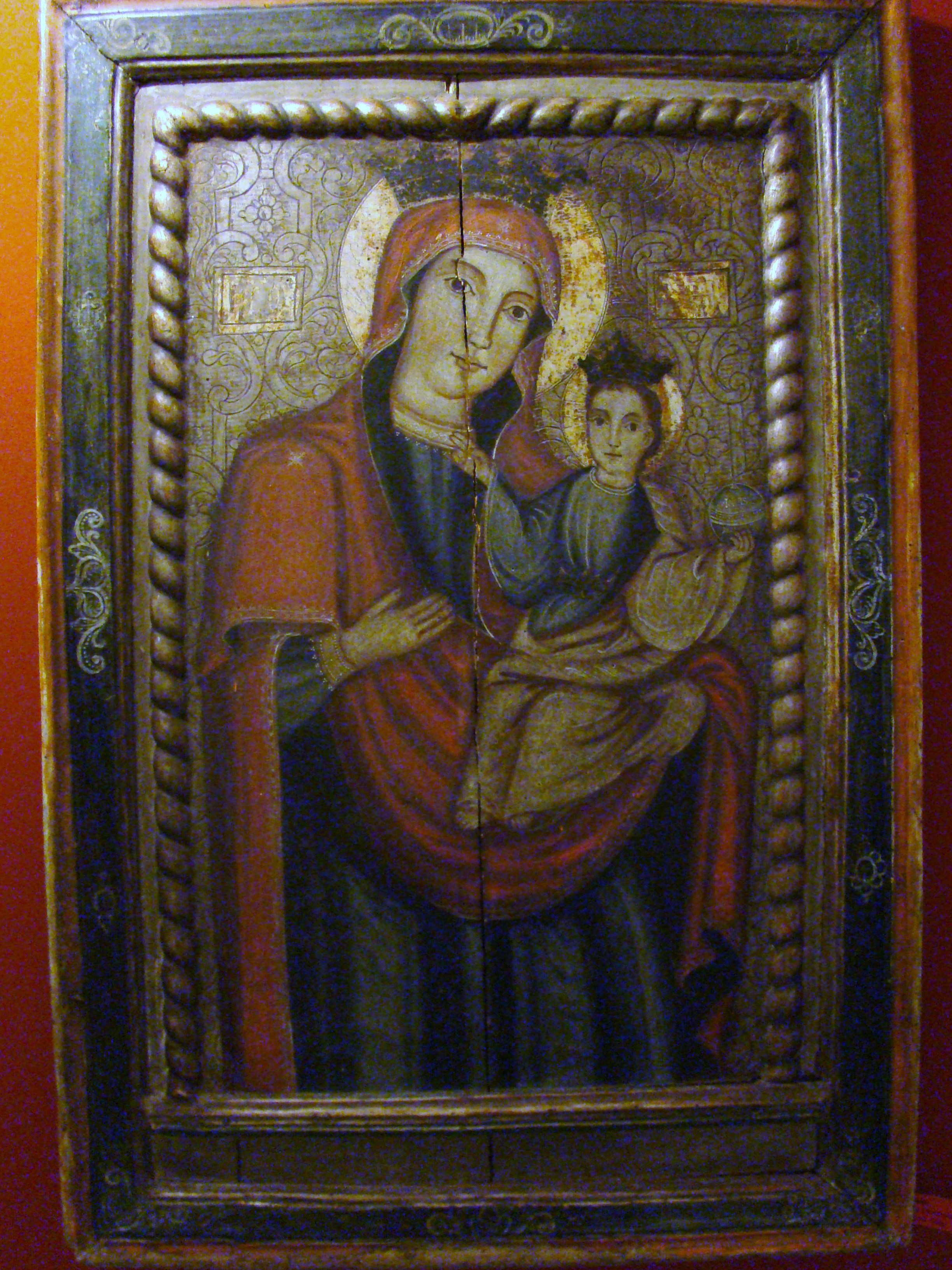
Maica Domnului cu Pruncul (1786, zugrav anonim), icoană ce a aparținut bisericii de lemn din Rus

Magazia ridicată din lemnele bisericii de lemn, din perspectiva formei sale, poartă amprenta vechiului edificiu de cult. De formă dreptunghiulară, magazia se prezintă sub forma unei construcții simple, cu lățimea de aproximativ 3,15 m și lungimea de aproximativ 5,38 m, adăpostită sub un acoperiș din azbociment și țiglă, în două ape. Intrarea în magazie, ce coincide cu vechea intrare a bisericii de lemn, se află amplasată în axul construcției. Aceasta este frumos decorată, pe fiecare ușor fiind reprezentate câte două vițe de vie ce se intersectează de trei ori în ascensiunea lor. Originea celor două vițe de vie nu este relevată privitorului, dar ea poate fi bănuită în registrul inferior al ușorului, în care este reprezentată o frumoasă rozetă, cu șase petale, aceasta fiind mărginită spre exterior de mici triunghiuri, dispuse sub forma unor raze. Registrul inferior, ce are aproximativ 0,37 m înălțime, puțin mai ieșit în afară, este delimitat de un șir de denticuli. Registrul superior, în care se află reprezentate cele două vițe de vie, are înălțimea de aproximativ 1,48 m. Partea superioară a ancadramentului ușii, ce face legătura între cei doi ușori, ce are lungimea de aproximativ 1,12 m, nu este decorată în vreun fel dar are marcat mijlocul printr-un decupaj cu lungimea de 8,5 cm, decupaj ce amintește de partea superioară sub formă de acoladă a intrărilor bisericilor de lemn din Lozna sau Măleni.
Foaia ușii este formată din patru scânduri, prinse cu cuie de lemn de cele două brațe ale sistemului de balamale de lemn utilizate în acest caz. Același sistem de balamale dulgherești poate fi văzut la biserica de lemn din Creaca. Cei doi ușori au o lățime destul de variată, aceasta încadrându-se între aproximativ 38–45 cm. Ușorul drept prezintă trei orificii, din care unul cu siguranță a fost folosit pentru închizătoarea de lemn cu limbi mișcătoare. De altfel, lăcașul acestei închizători poate fi văzut în partea dreaptă a intrării. Un sistem asemănător de închidere a fost folosit și la biserica de lemn din Șoimușeni.
Scândurile ce completau pereții bisericii, construită "în cățăi" - după graiul local, erau prinse de ușorii intrării, groși de aproximativ 14 cm, prin cuie de lemn. Cele patru rânduri de scânduri, ce formau peretele bisericii se sprijineau pe o talpă și erau acoperite de cosoroabă, în care se mai văd urmele vechiului acoperiș. Înaintea intrării biserica avea un mic pridvor, deschis, probabil cu patru stâlpi. Prin reducerea lățimii vechii biserici, cu ocazia construitii anexei gospodărești a fost păstrat parțial și pridvorul bisericii. Din acesta au fost păstrați doar doi stâlpi. Aceștia, cândva frumoși decorați, acum mâncați de vreme, au două registre aproximativ identice. Fiecare dintre aceste registre, are o bază cu un diametru de aproximativ 12–13 cm, apoi se îngustează brusc până la diamentru de 10 cm, crescând progresiv până la diametru de aproximativ 12 cm. Urmează apoi descreșterea diametrului coloanei, tot progresiv, ajungându-se la valoarea diametrului de 10 cm. Se continuă ulterior cu un segment cu diametru de 12–13 cm, segment ce delimitează cele două registre ale stâlpului. Diferența dintre cele două registre se rezumă la lungimea segmentelor în care crește, respectiv descrește diametrul stâlpului.

## Imagini

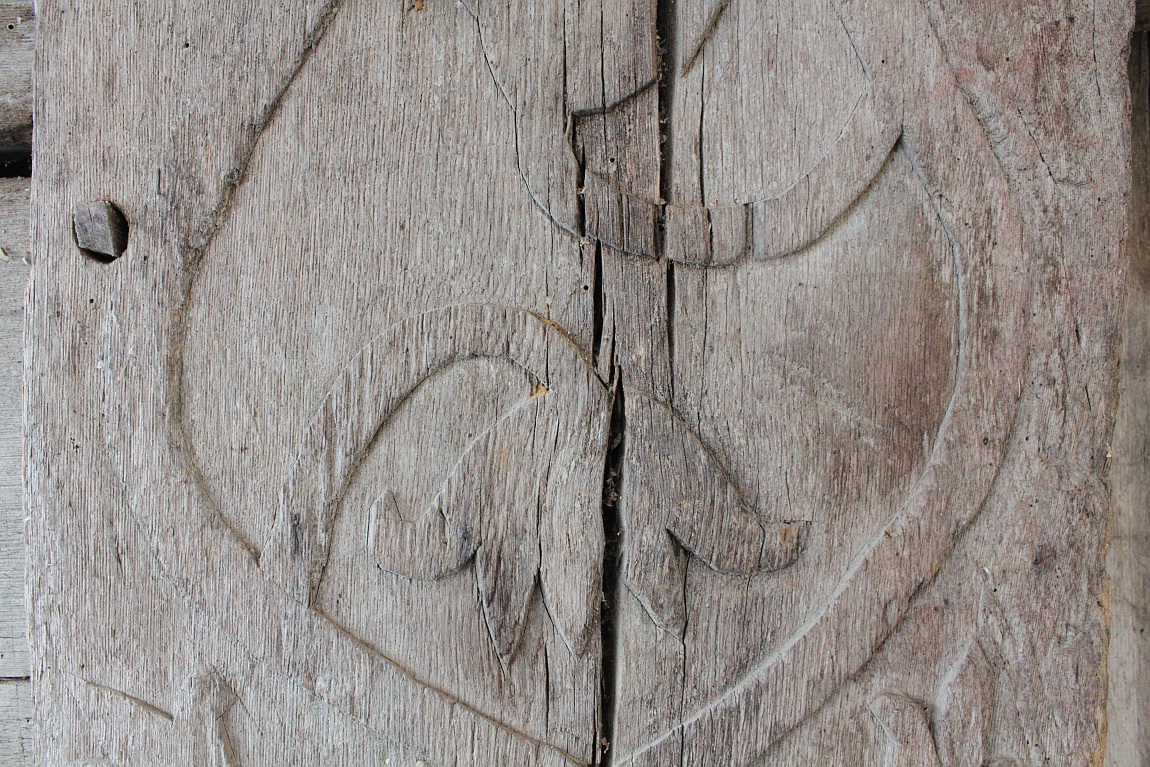
Detaliu portal - decoruri vegetale
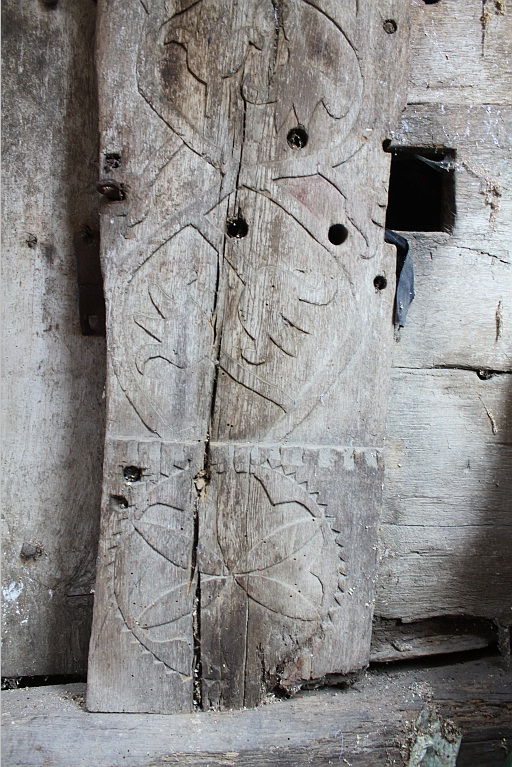
Ușorul drept - partea inferioară
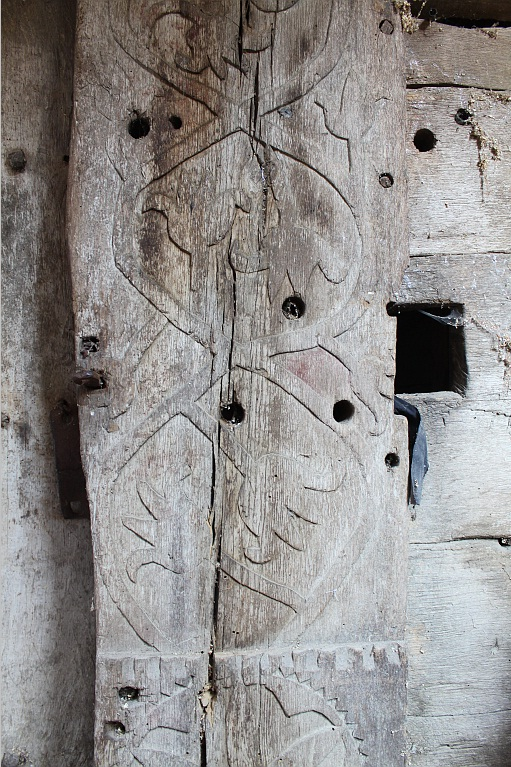
Găurile pentru cheie
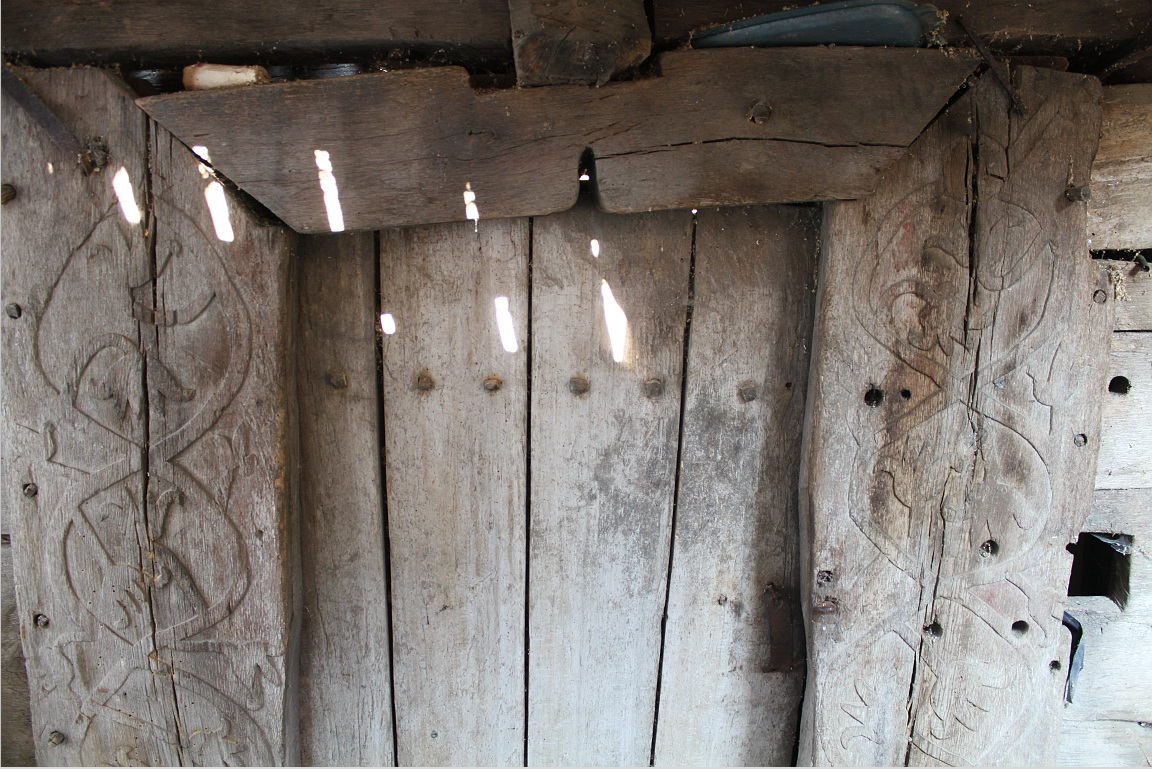
Jumătatea superioară a portalului
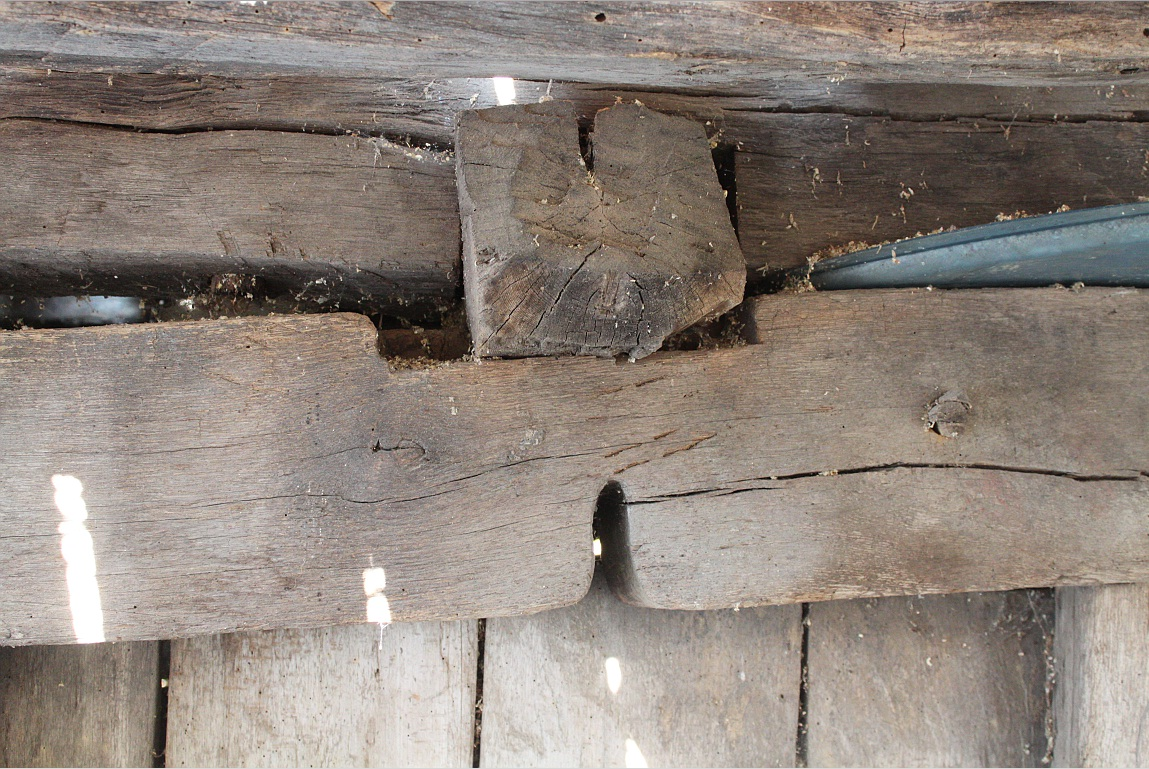
Detaliu portal - mijlocul portalului
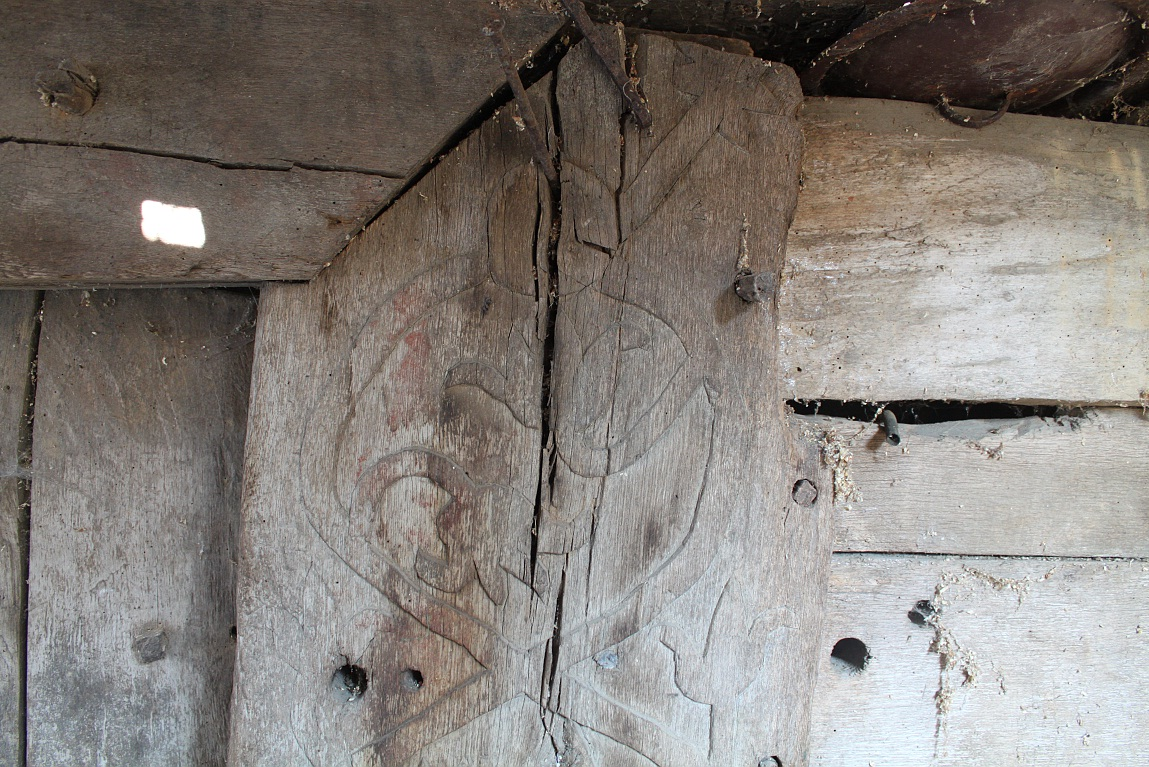
Îmbinare elemente portal
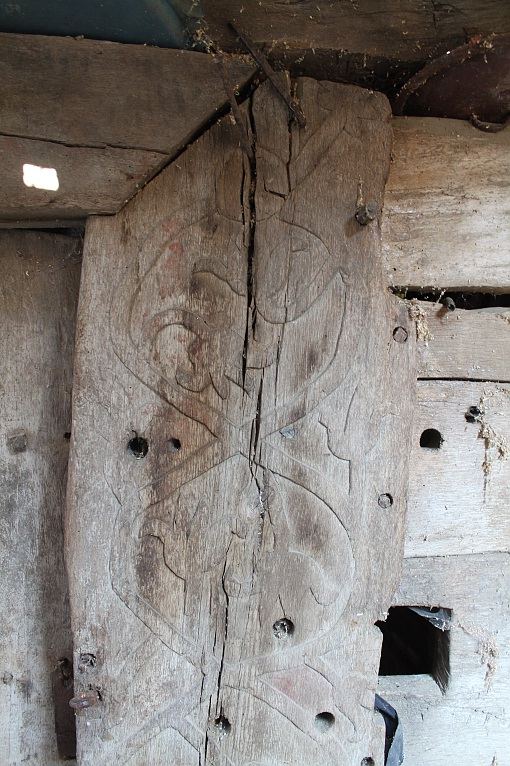
Ușorul drept - partea superioară
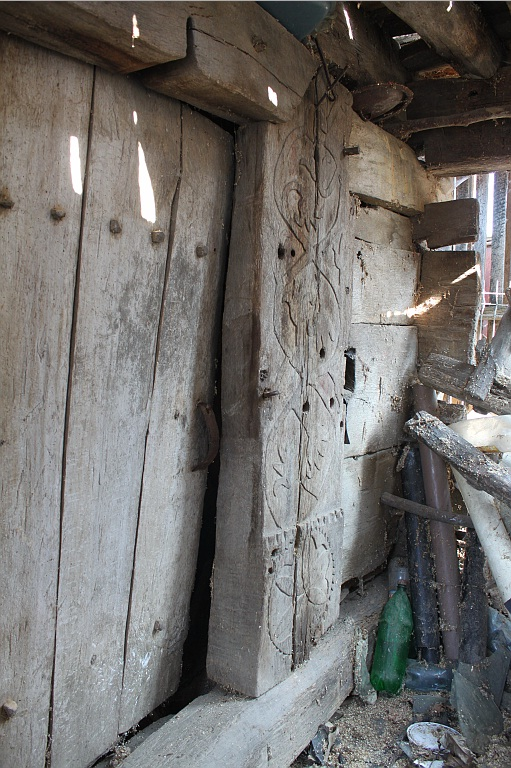
Vedere laterală spre ușorul drept
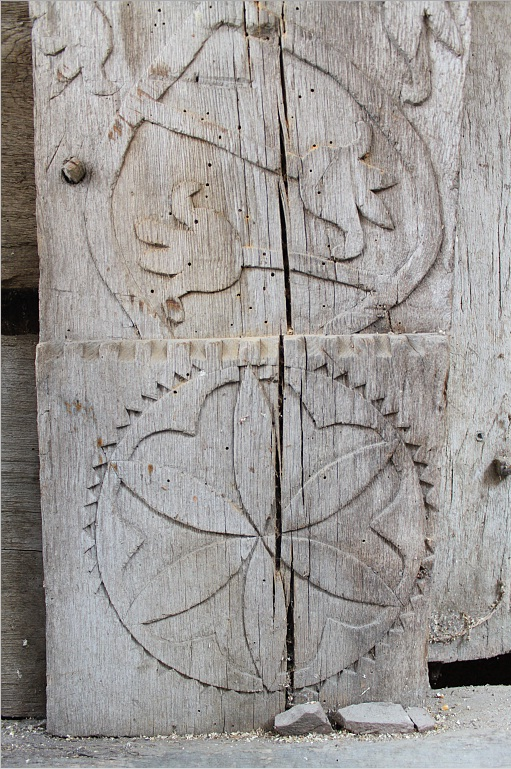
Detaliu portal - Rozeta de la baza ușorului
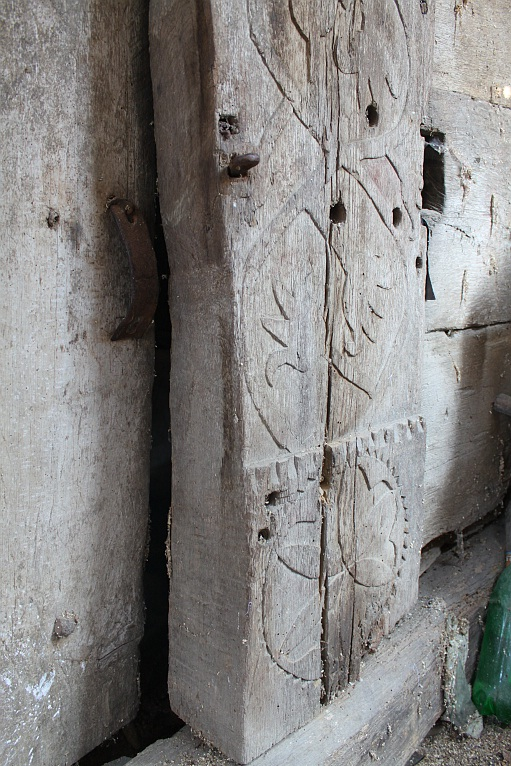
Grosimea ușorului drept
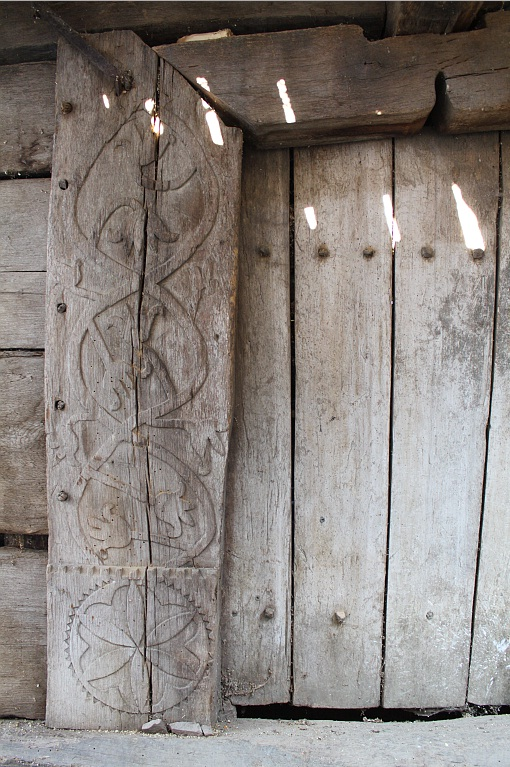
Ușorul stâng
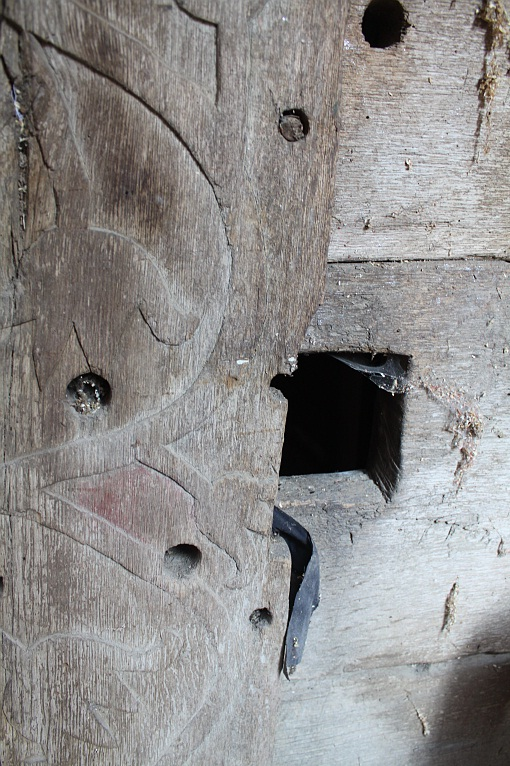
Detaliu portal - lăcașul închizătorii
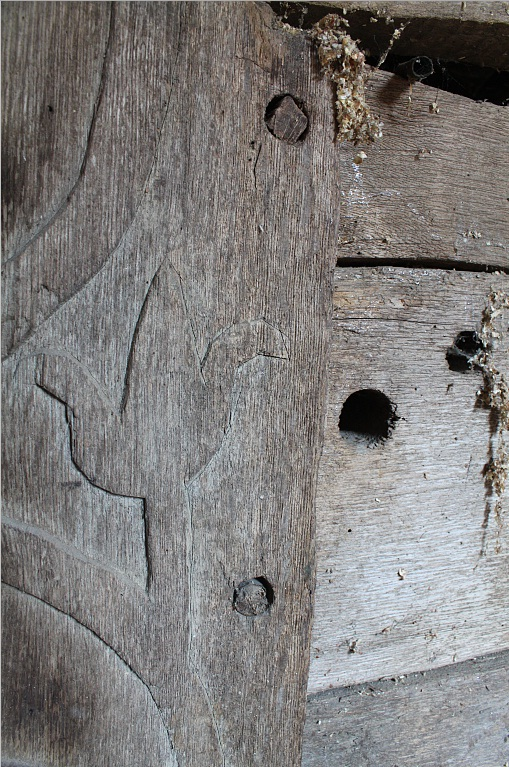
Elemente de prindere între ușorul drept și scândurile peretelui
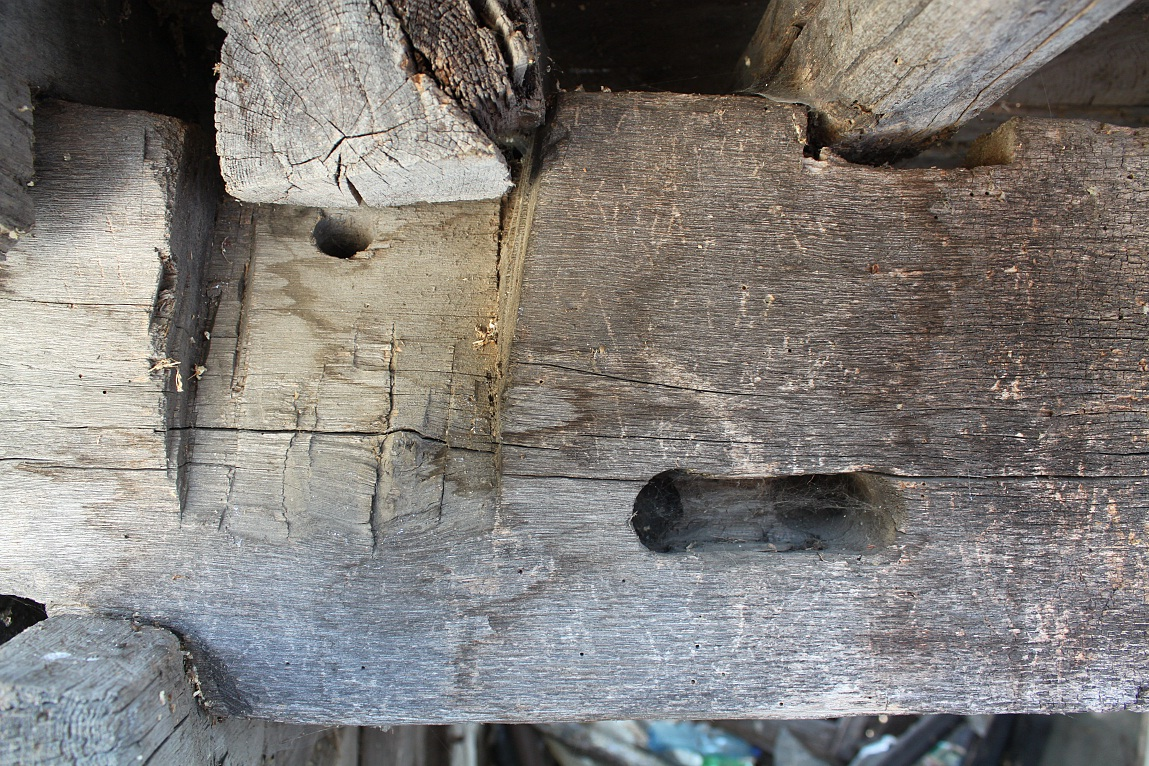
Detaliu cosoroabă
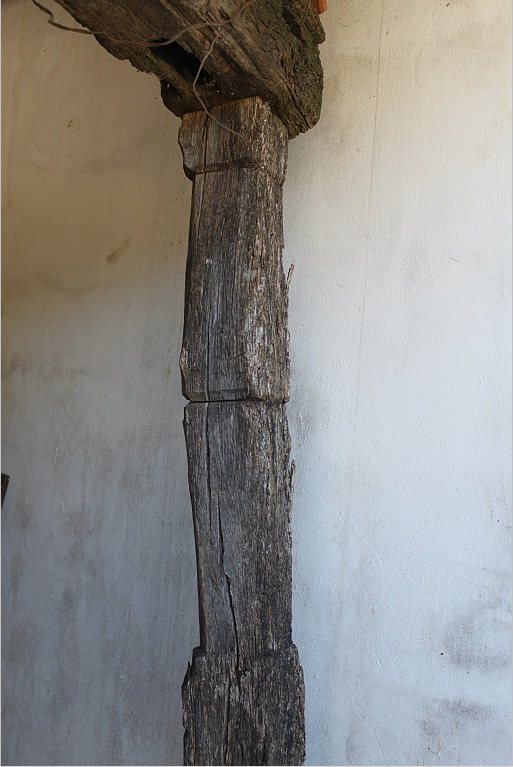
Detaliu stâlp
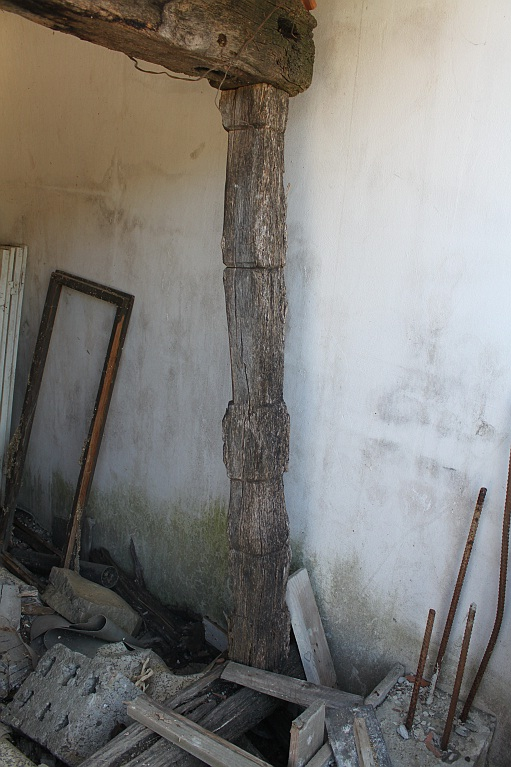
Stâlpul pridvorului
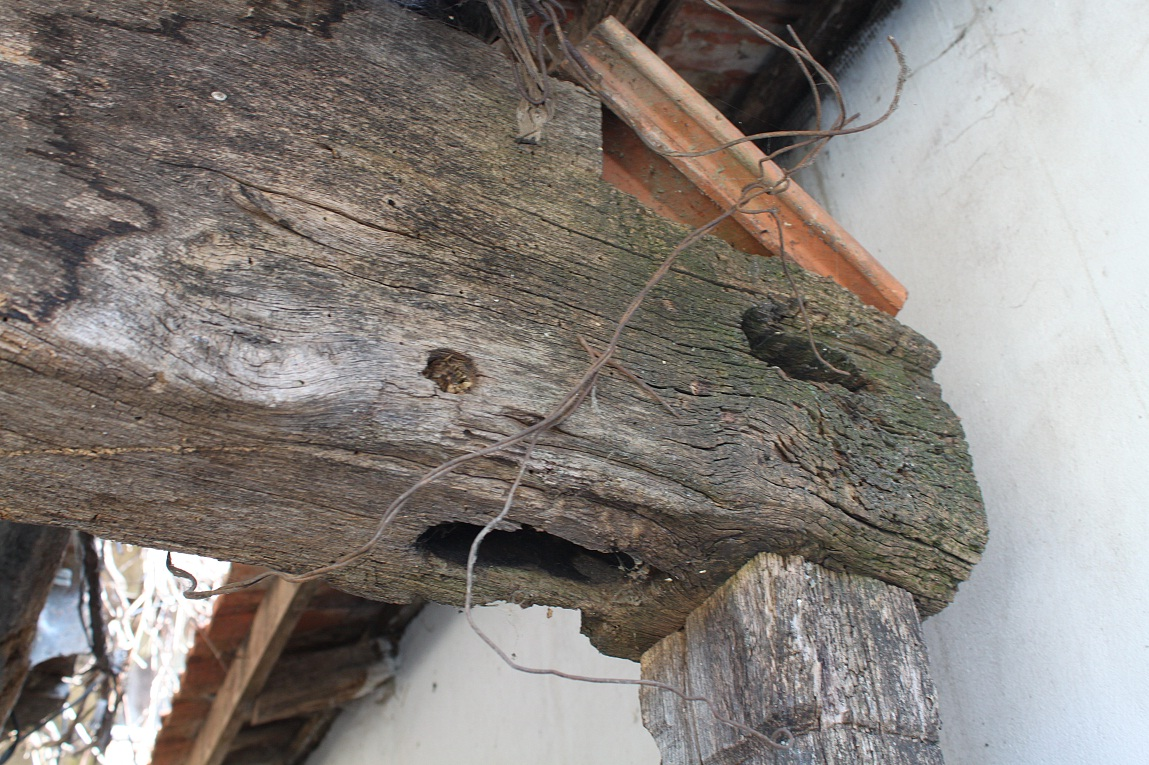
Detaliu cosoroabă
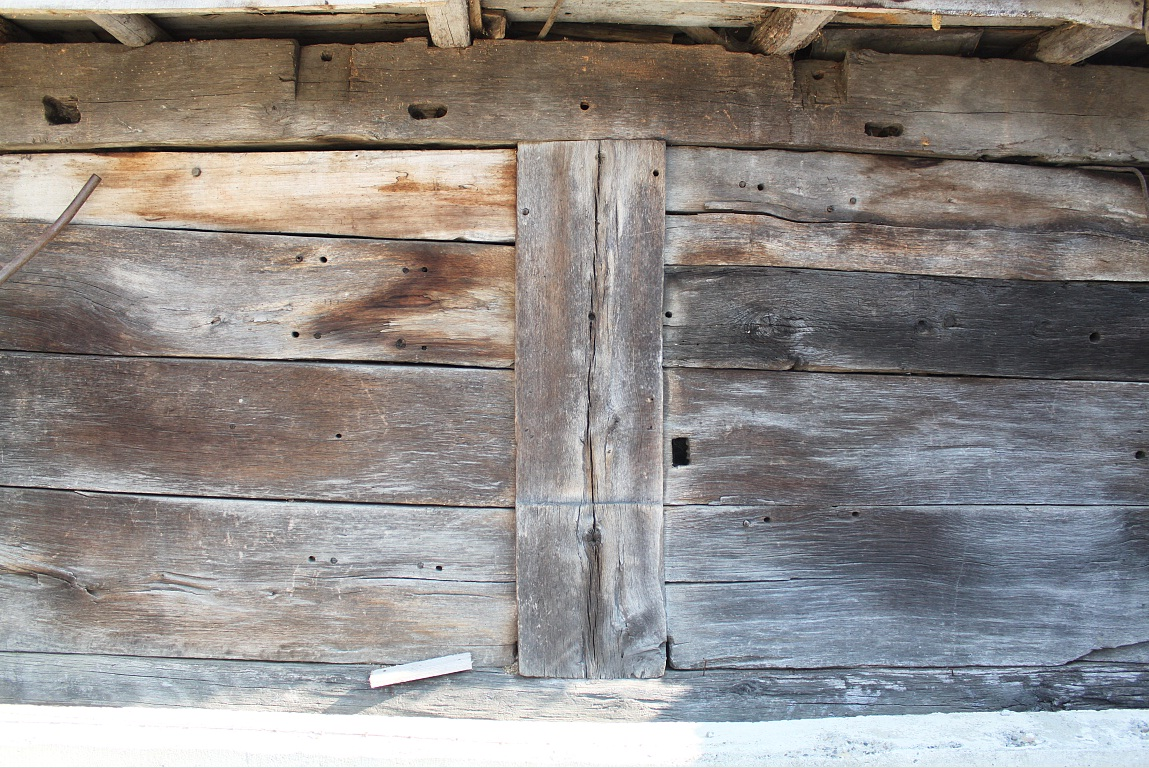
Fața laterală a anexei gospodărești
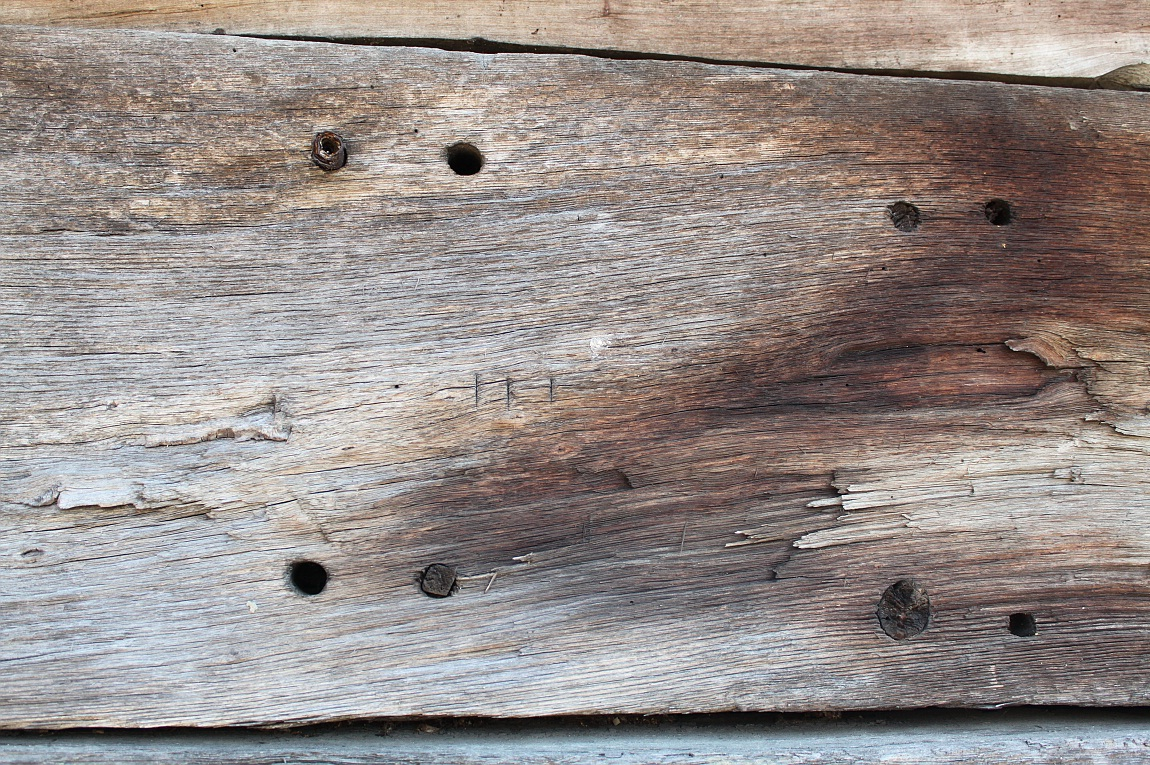
Semne de mutare
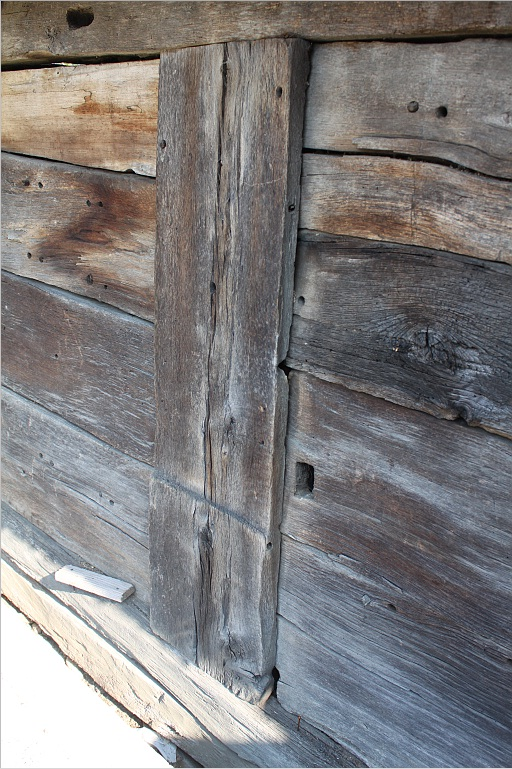
Element de susținere a cosoroabei
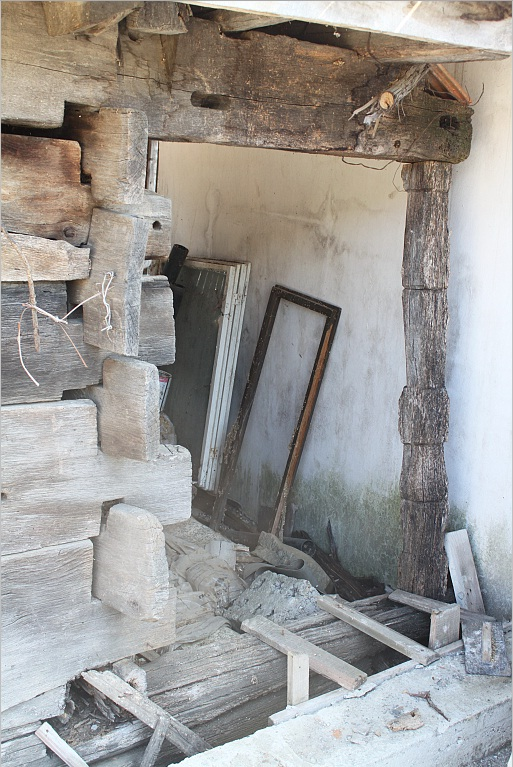
Vedere spre pridvor
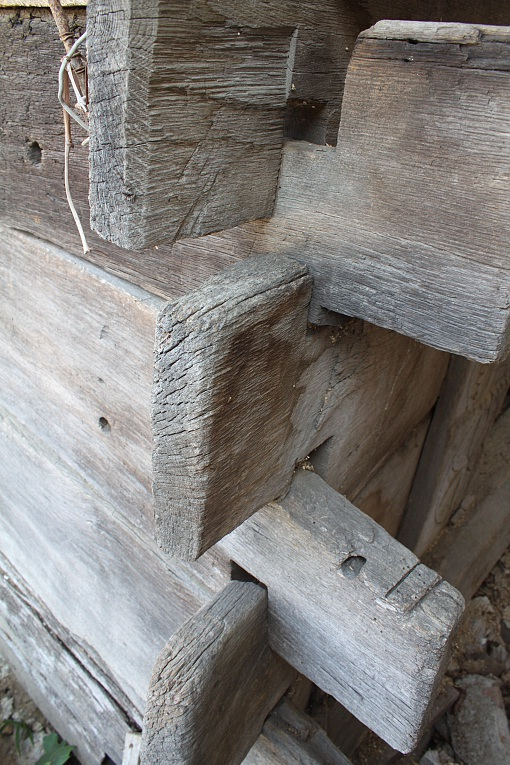
Îmbinare
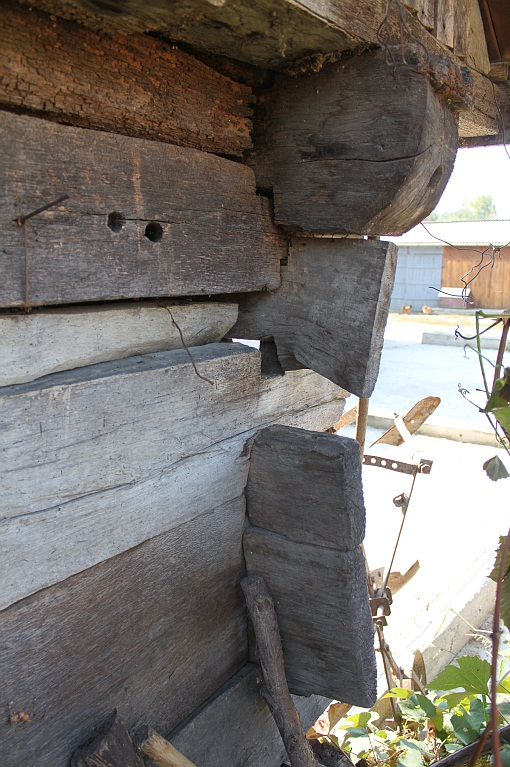
Îmbinare
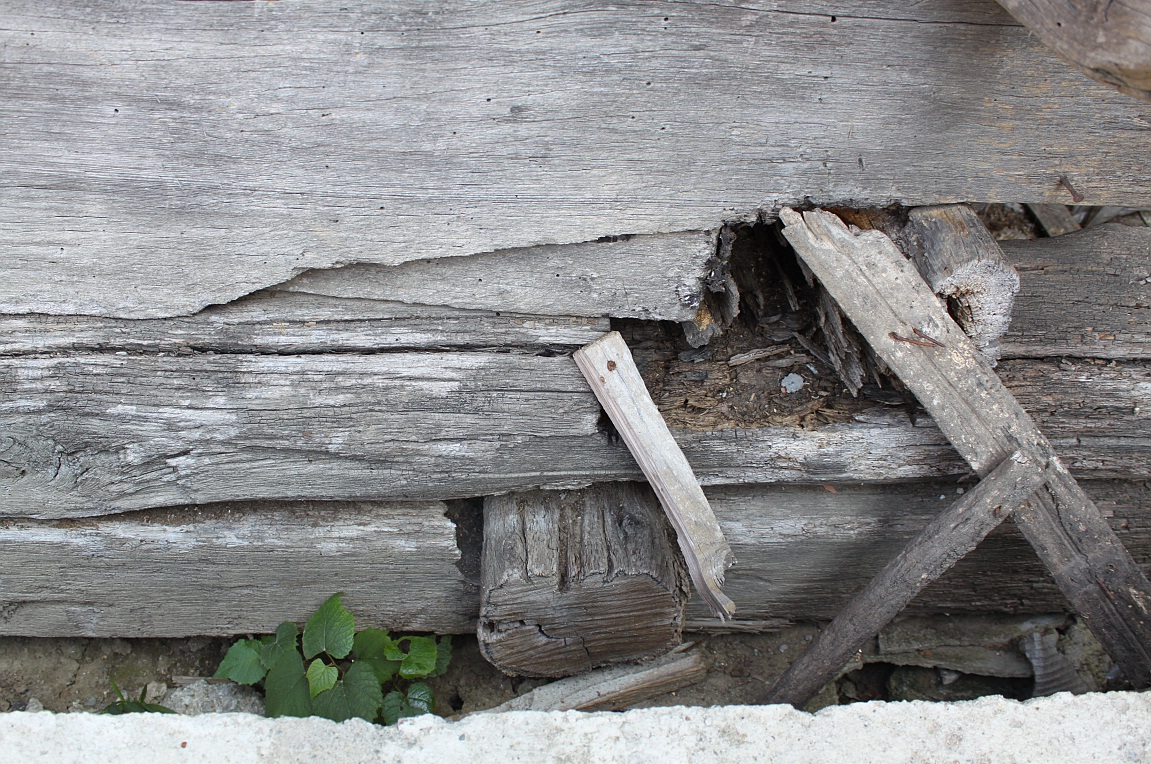
Talpa ”grăjdoiului”
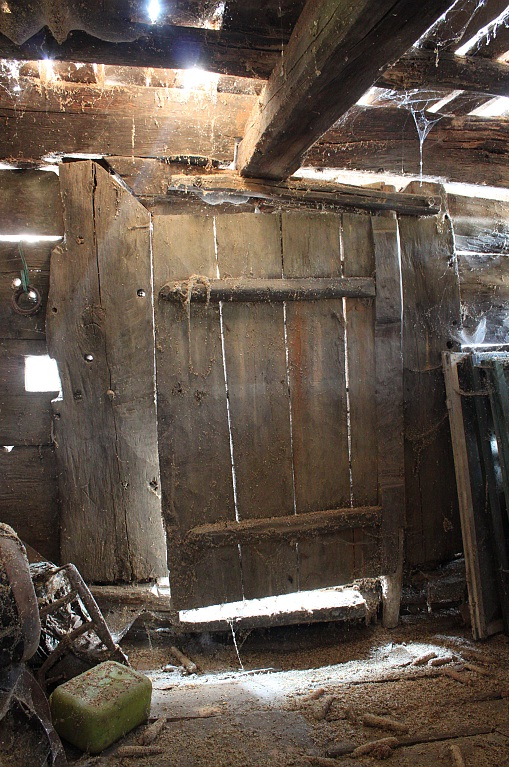
Ușa văzută din interior
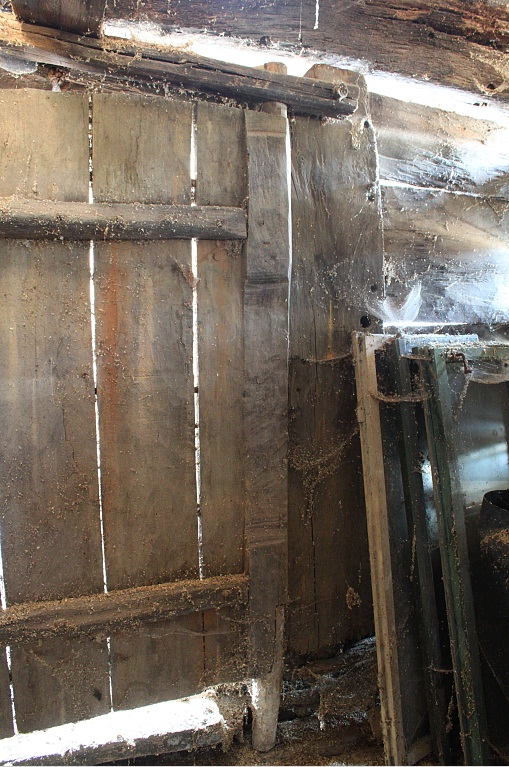
Sistemul de deschidere a ușii
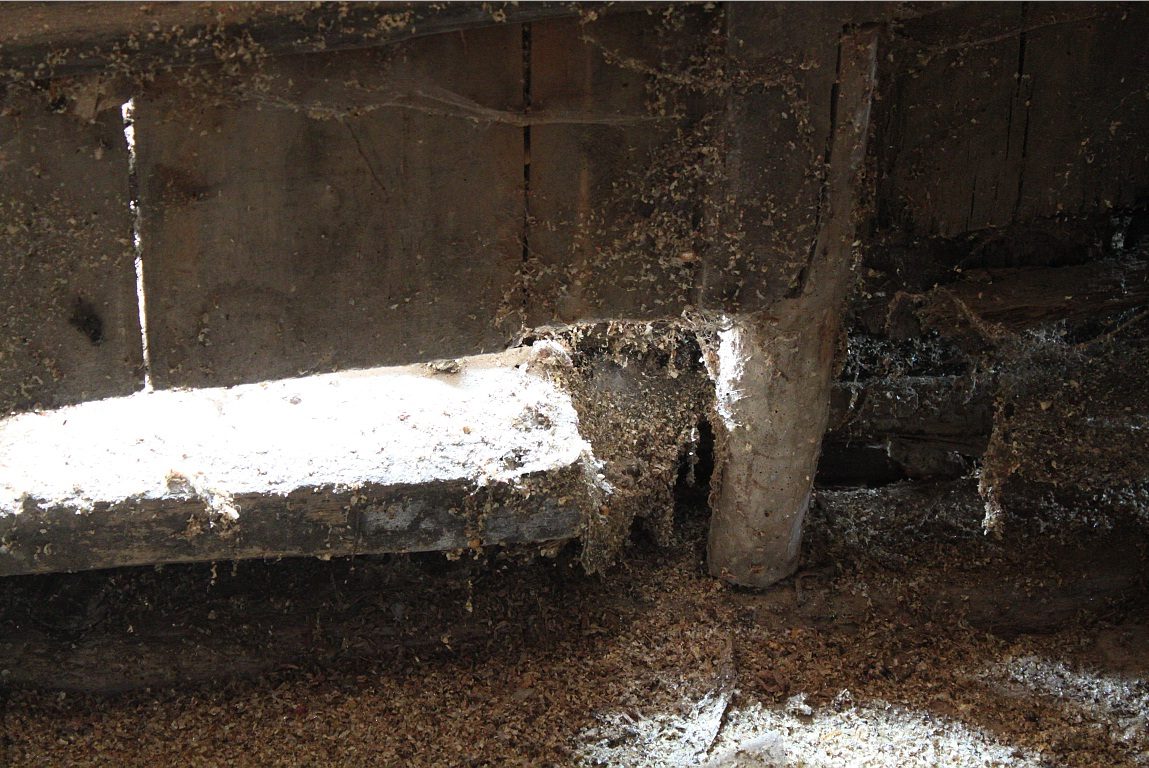
Detaliu ușă - partea inferioară
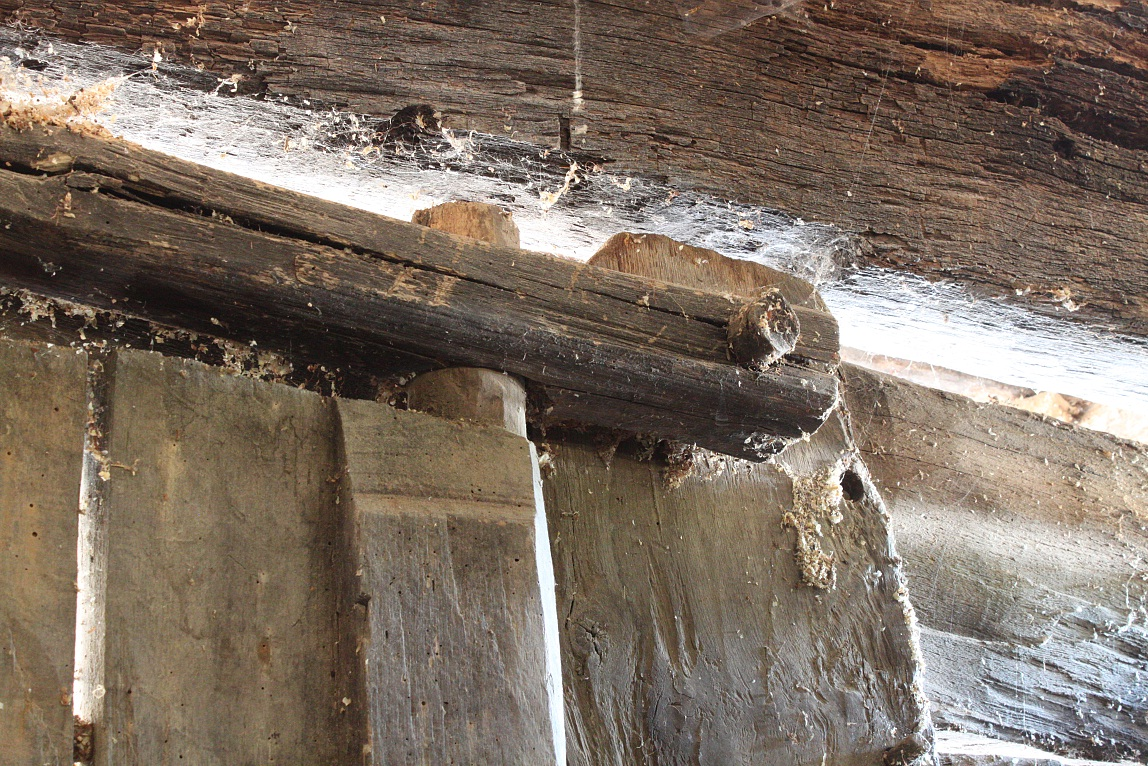
Detaliu ușă - partea superioară
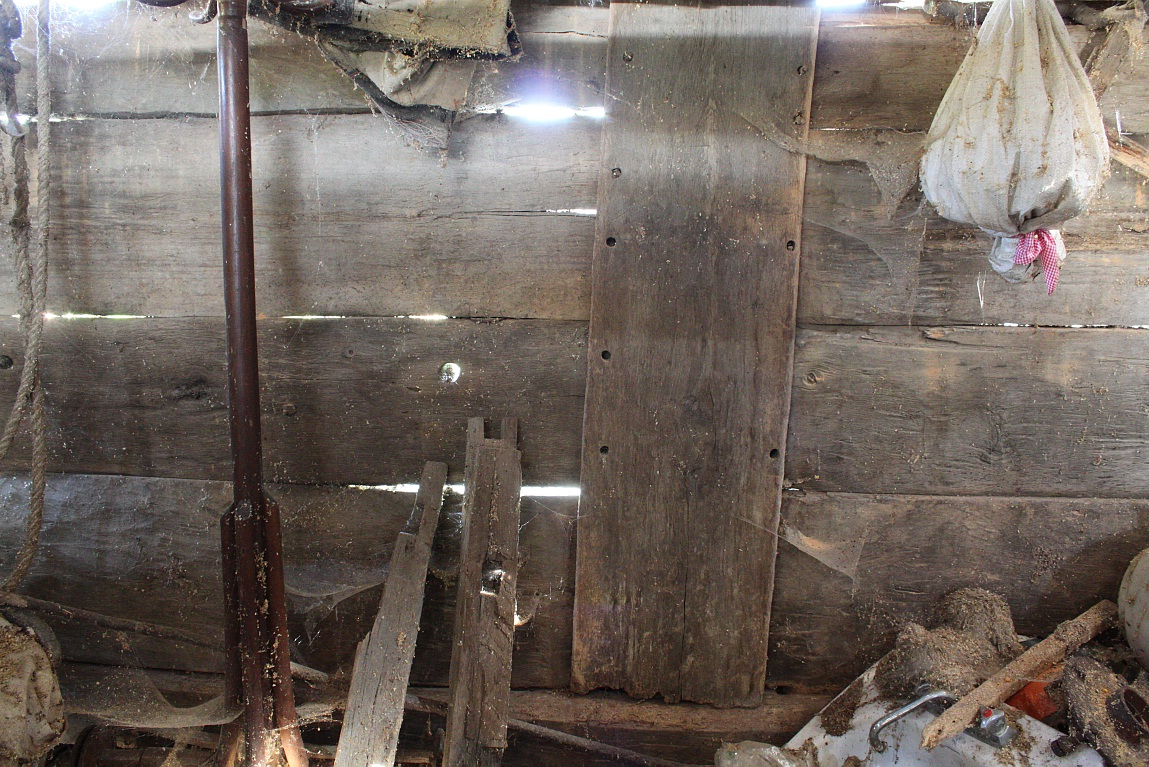
Stâlp de susținere cosoroabă
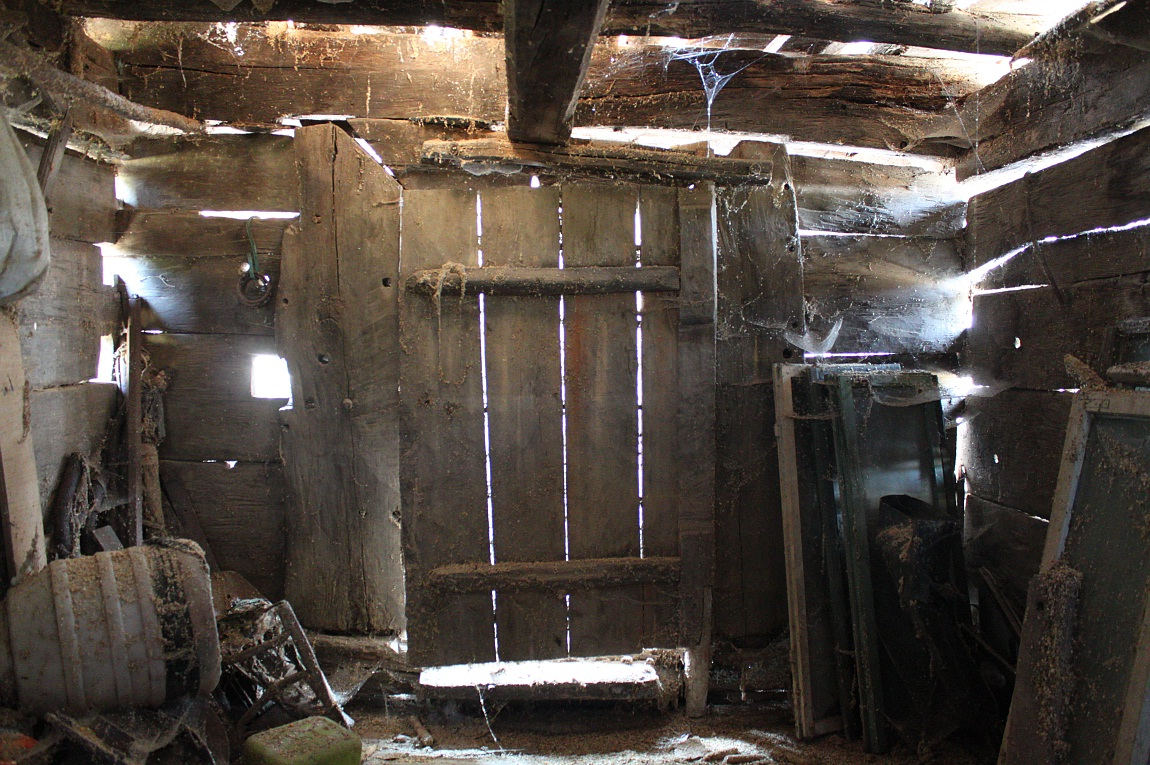
Dosul portalului văzut din interior
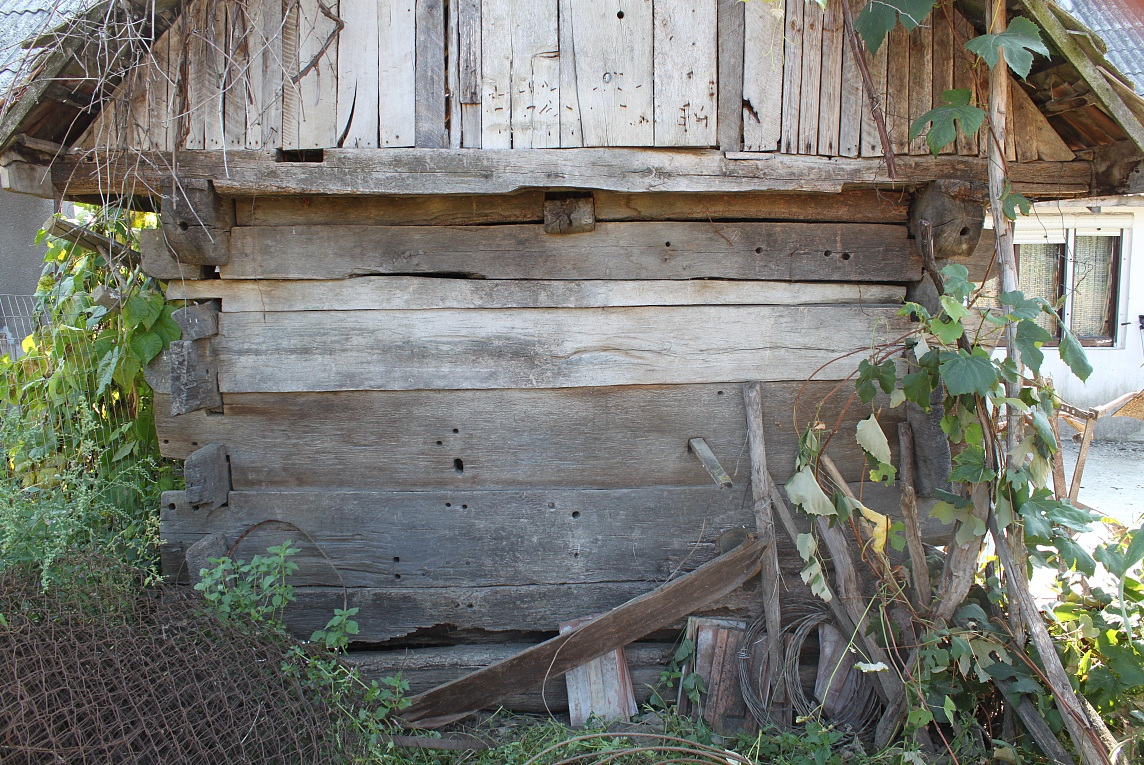
Anexa gospodărească
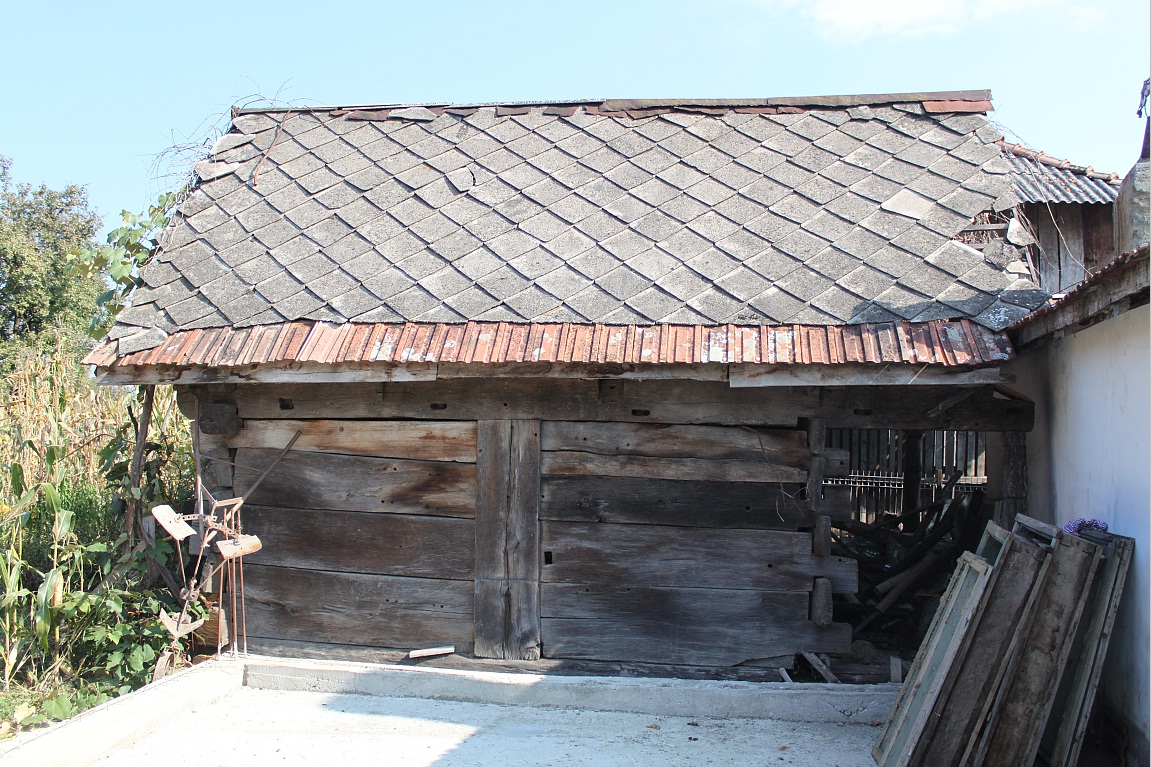
Anexa gospodărească
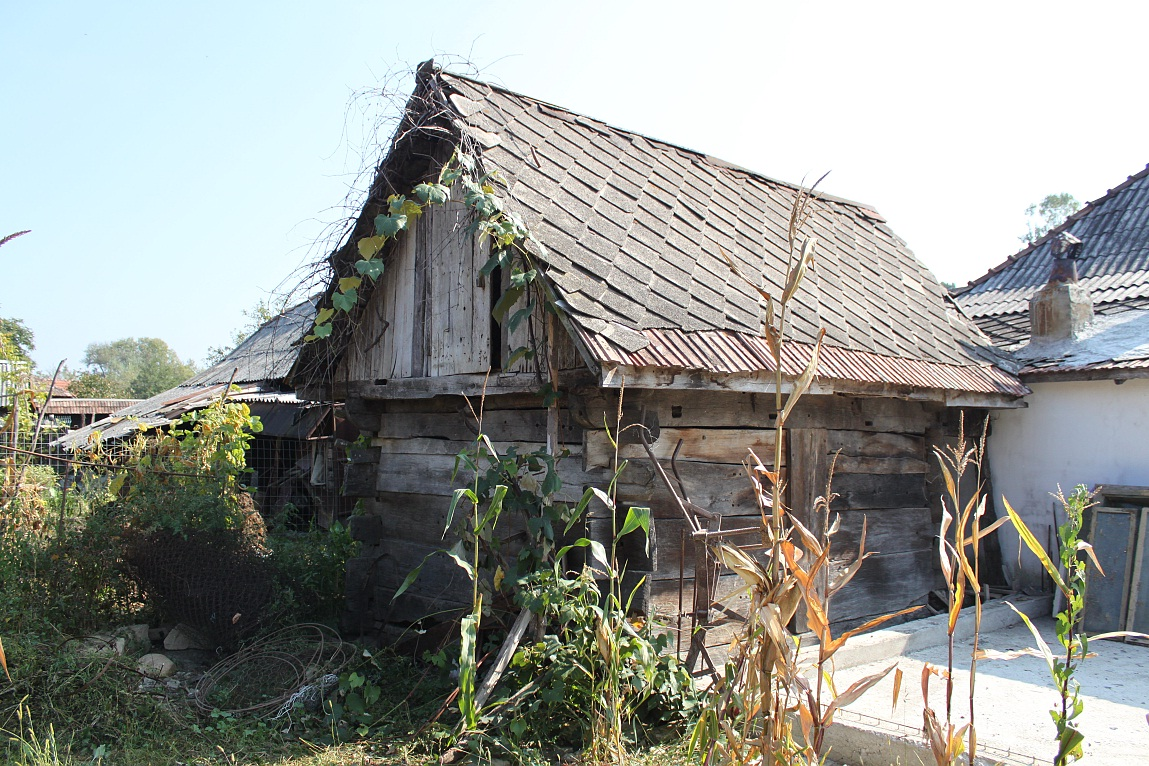
Anexa gospodărească
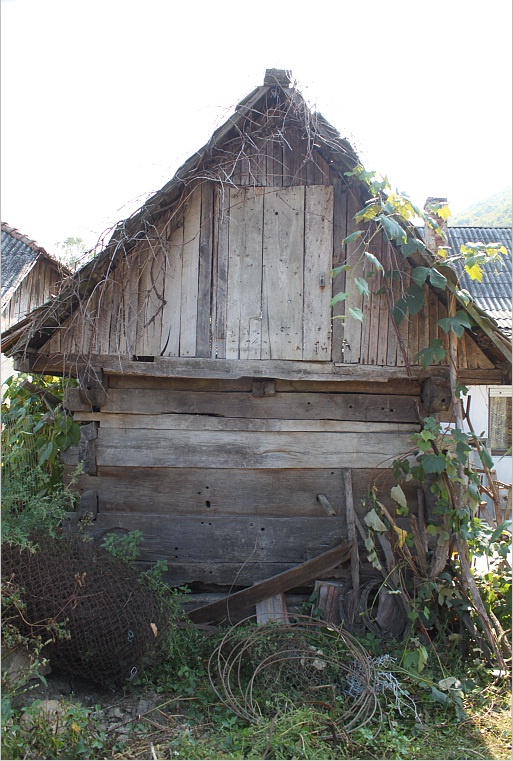
Anexa gospodărească
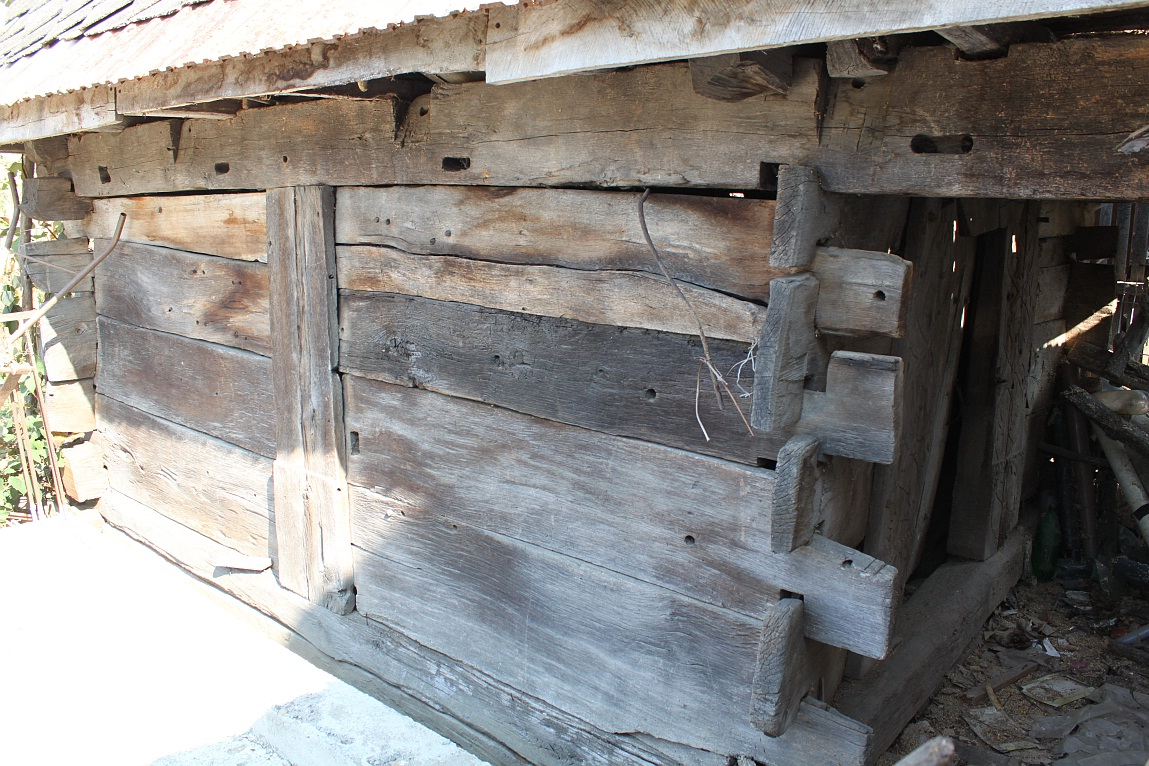
Anexa gospodărească
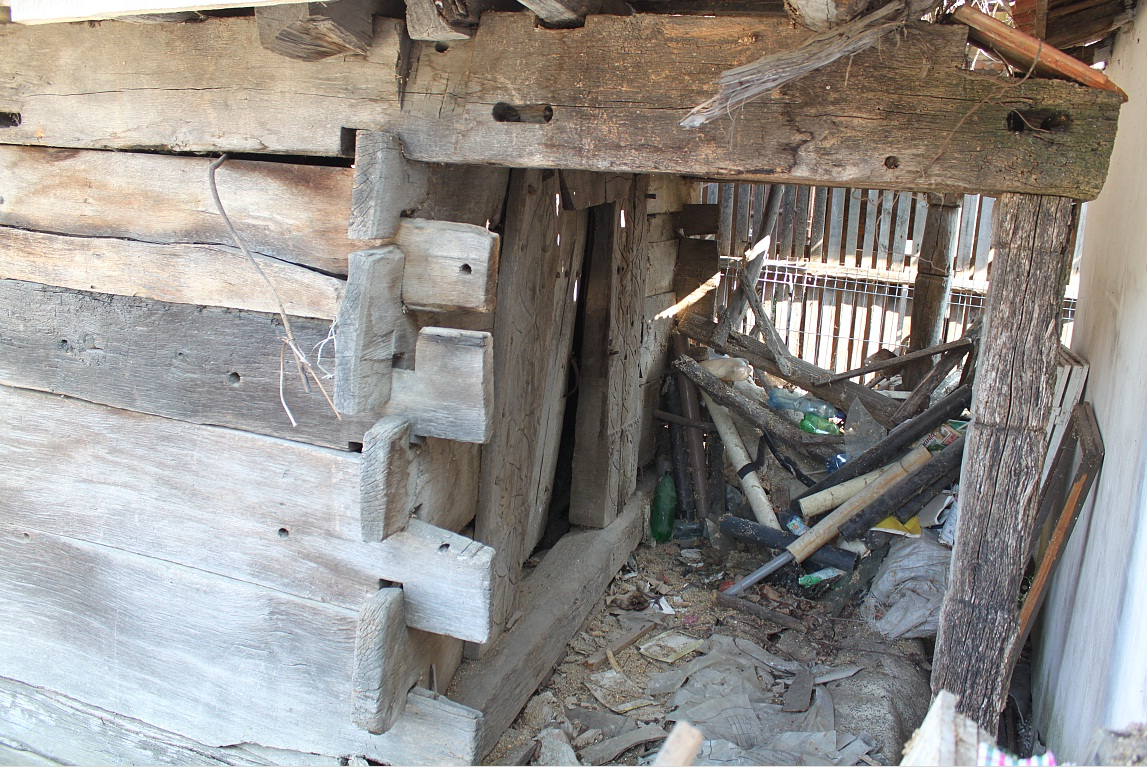
Anexa gospodărească